# امنیت ملی و دیپلماسی هسته‌ای
امنیت ملی و دیپلماسی هسته‌ای، اثری از حسن روحانی، اولین دبیر شورای عالی امنیت ملی ایران است که در اواخر دولت سید محمد خاتمی و همزمان با بالا گرفتن تنش‌ها بر سر برنامه اتمی ایران، مسئول پرونده اتمی این کشور شد. او در این کتاب، خاطرات خود از مسائل و حوادث به وجود آمده در ۶۷۸ روز مسئولیت خود و همکارانش (۱۳۸۲/۷/۱۴ تا ۱۳۸۴/۵/۲۴) حول موضوع انرژی هسته‌ای ایران و چالش‌های به وجود آمده توسط کشورهای غربی به خصوص آمریکا و سه کشور اروپایی فرانسه، آلمان و بریتانیا را بیان می‌کند.
در این کتاب به تاریخچه فناوری هسته‌ای در کشور و فرایند دستیابی کشور به چرخه سوخت هسته‌ای نیز پرداخته شده است.
این اثر، اولین کتابی است که توسط یکی از مسئولین ارشد ایران نگارش شده که زمانی ریاست تیم مذاکره‌کننده هسته‌ای را برعهده داشته است.
دربارهٔ موضوع هسته‌ای ایران، کتب دیگری همچون کتاب خاطرات محمد البرادعی (دبیرکل وقت آژانس بین‌المللی انرژی اتمی)، کتاب خاطرات یوشکا فیشر (وزیر خارجه وقت آلمان)، کتاب خاطرات جک استراو (وزیر خارجه وقت بریتانیا) و کتاب خاطرات حسین موسویان (از اعضای اسبق تیم مذاکره‌کننده هسته‌ای) نیز منتشر شده است.

## فصل‌های کتاب
این کتاب دارای دوازده فصل و هفت پیوست است.
1. انقلاب اسلامی و فناوری هسته‌ای (۱۳۸۲–۱۳۵۷)
2. چالش‌ها و ساختارها
3. شکل‌گیری تنش هسته‌ای و ضرورت‌های نوین (مرداد ۱۳۸۱ – مهر ۱۳۸۲)
4. تهدیدزدایی از امنیت ملی (مهر ۱۳۸۲ – دی ۱۳۸۲)
5. بحران جدید و تلاش‌های مضاعف
6. دیپلماسی در بحران (مرداد ۱۳۸۳ – آذر ۱۳۸۳)
7. توافق پاریس
8. آغاز مذاکرات و زمینه‌ای برای ایجاد فرصت
9. امیدهای نو
10. بی‌اعتمادی و تردید
11. تغییر در خطوط قرمز
12. دستاوردهای ۶۷۸ روز تلاش

- پیوست‌ها

1. روزشمار پرونده هسته‌ای ایران ::# تودیع
2. اسناد: توافق‌ها، مذاکرات و نامه‌ها
3. قطعنامه‌ها
4. گزارش‌های مدیرکل
5. مصاحبه‌های مطبوعاتی
6. سخنرانی‌ها

## محتوا
کتاب امنیت ملی و دیپلماسی هسته‌ای، در دوازده فصل به انضمام پیوست‌ها، در ۱۲۰۹ صفحه نگارش شده و اولین کتاب جامع در موضوع انرژی هسته‌ای ایران است که تا به حال منتشر شده و در زمره کتب تاریخ شفاهی ایران قرار می‌گیرد.
فصل اول با عنوان انقلاب اسلامی و فناوری هسته‌ای (۱۳۸۲–۱۳۵۷)، شامل ۷ بخش می‌شود که به شروع فناوری هسته‌ای بعد از انقلاب ایران و جمع‌بندی‌های مربوط به تعارضات توسعه از جمله نیاز کشور به انرژی هسته‌ای و لزوم تولید سوخت هسته‌ای و غنی‌سازی اورانیوم می‌پردازد. نویسنده، تمدید معاهده NPT در سال ۱۳۷۴ و همچنین امضای پیمان منع آزمایش‌های جامع هسته‌ای (CTBT) و رابطه آن‌ها با بحث توسعه فناوری هسته‌ای را مورد تجزیه و تحلیل قرار داده است. در این فصل، مباحث شورای عالی فناوری‌های نوین و تصمیم شورا برای شروع ساخت تأسیسات غنی‌سازی در نطنز در سال ۱۳۷۹ نیز توضیح داده شده است.
فصل دوم کتاب با عنوان چالش‌ها و ساختارها، شامل ۱۸ بخش می‌شود که به معرفی ساختارها و تصمیم‌گیری‌ها در ایران، به خصوص نقش شورایعالی امنیت ملی ایران، چگونگی تصمیم‌گیری‌های مهم ملی در این نهاد به‌ویژه در مورد عراق و افغانستان و نحوه ورود آن به پرونده هسته‌ای و رابطه آن با دیگر نهادهای مسئول و مرتبط در کشور را مورد تجزیه و تحلیل قرار داده است.
فصل سوم با عنوان شکل‌گیری تنش هسته‌ای و ضرورت‌های نوین (مرداد ۸۱ - مهر ۸۲)، شامل ۶ بخش می‌شود که نویسنده با تبیین نحوه قرار گرفتن پرونده هسته‌ای ایران در مارپیچ مشکلات آژانس و کشورهای اروپایی، فضای مسئله هسته‌ای ایران قبل از انتصاب خود به عنوان رئیس تیم هسته‌ای را شرح می‌دهد.
در فصل چهارم کتاب با عنوان تهدیدزدایی از امنیت ملی (مهر ۱۳۸۲- آبان ۱۳۸۲) که خود به ۱۵ بخش تقسیم می‌شود، بازگویی خاطرات شروع به کار مؤلف به عنوان رئیس تیم هسته‌ای در شورایعالی امنیت ملی ایران است که بنابر اظهارات نویسنده به آرام کردن و تهدیدزدایی از پرونده هسته‌ای و ارتباط برقرار کردن با طرف‌های درگیر همچون آژانس انرژی هسته‌ای و شخص البرادعی و سه کشور اروپایی گذشته است.
مهم‌ترین بخش این فصل، به شرح مذاکرات و صدور بیانه سعدآباد (تهران) و همچنین فضای داخل و خارج کشور می‌پردازد.
در فصل پنجم کتاب با عنوان بحران جدید و تلاش‌های مضاعف، در ۷ بخش، مؤلف، نحوه مهار بحران ناشی از ناقص بودن اولین گزارش سازمان انرژی اتمی ایران به آژانس، خصوصاً ذکر نکردن نقشه‌های مربوط به نسل دوم سانتریفیوژها (P2) و همچنین مشکلاتی را که قضیه تسلیم لیبی در برابر آمریکا و انگلیس متوجه ایران کرده بود، توضیح داده و چگونگی تبدیل این بحران به یک فرصت بالقوه از طریق توافق بروکسل را تبیین می‌کند. زمینه سیاسی داخلی و بین‌المللی عبور از قطعنامه‌های مارس و ژوئن ۲۰۰۴ از طریق توافق بروکسل و احتمال خارج کردن پرونده هسته‌ای ایران از دستورکار اضطراری شورا را نیز توضیح داده و دلایل عادی نشدن پرونده را تحلیل می‌کند.
در فصل ششم کتاب با عنوان دیپلماسی در بحران (مرداد ۱۳۸۳- آذر ۱۳۸۳)، مؤلف به ماراتن تبادل طرح‌ها بین ایران و اروپا می‌پردازد. همچنین تقابل نفس‌گیر بین ایران و آمریکا برای عادی کردن پرونده ایران از یک طرف و ارجاع به شورای امنیت از طرف دیگر را تشریح می‌کند. در این مقطع زمانی به اختلاف‌نظر داخلی و بی‌صبری برای شروع غنی‌سازی و دیپلماسی فعال برای عادی‌کردن پرونده که زمینه سیاسی و بین‌المللی توافق پاریس بود، اشاره شده است.
در فصل هفتم کتاب با عنوان توافق پاریس، در ۹ بخش، به شرایط داخلی و بین‌المللی اشاره می‌کند و اینکه بعد از توافق پاریس، پرونده ایران از حالت اضطراری خارج شده و به شورای امنیت ارجاع داده نشده و شرایط در حالت بهتری نسبت به قبل قرار گرفته است. نویسنده، آثار توافق پاریس بر شرایط سیاسی و اقتصادی کشور و همچنین تصمیمات ضروری در صورت شکست احتمالی مذاکرات را تشریح می‌کند.
در فصل هشتم کتاب با عنوان آغاز مذاکرات و زمینه‌ای برای ایجاد فرصت، در ۷ بخش، نویسنده به چگونگی مذاکرات با رؤسای جمهور روسیه و فرانسه و صدراعظم آلمان و همچنین نحوه انجام کارگروه‌های سه‌گانه تشکیل شده بعد از توافق پاریس و عملیاتی کردن «تضمین عینیِ» صلح‌آمیز بودن برنامه هسته‌ای ایران می‌پردازد. از سوی دیگر، مؤلف به‌طور کلی شرایط ایران برای خروج از مذاکرات را شرح می‌دهد و اینکه شروع فعالیت‌های انتخاباتی در داخل کشور به عنوان چالشی مهم در روند پرونده هسته‌ای ارزیابی شده است.
در فصل نهم با عنوان امیدهای نو، با ۶ بخش، نویسنده، وقت‌کشی اروپا در مذاکرات کارشناسان را تحلیل می‌کند و ابتکار عمل ایران در ارائه طرح چهار مرحله‌ای شامل غنی‌سازی صنعتی در اولین روزهای سال ۱۳۸۴ را تشریح می‌کند. همچنین در این فصل، فشار آمریکا، تأثیرپذیری اروپا از آمریکا و تحولات داخلی در ایران در آستانه انتخابات ریاست جمهوری که دست به دست هم داده و به روند تغییر استراتژی به صورت پلکانی سرعت بخشی، تشریح شده است.
زمینه سیاسی تصمیم ایران برای راه‌اندازی UCF اصفهان و مذاکرات کمیته راهبری در لندن (اوایل اردیبهشت ۱۳۸۴) و اعلام افتتاح کارخانه اصفهان در دهم اردیبهشت ۱۳۸۴، توضیح داده شده است.
در فصل دهم با عنوان بی‌اعتمادی و تردید، در ۱۰ بخش، به پیامدهای بین‌المللی تصمیم ایران برای راه‌اندازی UCF اصفهان می‌پردازد؛ از جمله نامه سه وزیر اروپایی، تماس با تابو امبکی (رئیس‌جمهور وقت آفریقای جنوبی)، کوفی عنان (دبیرکل وقت سازمان ملل متحد) و مقامات چین و روسیه و توصیه آن‌ها برای تأخیر در راه‌اندازی کارخانه اصفهان تا دریافت طرح نهایی اروپا و همچنین سفر به ژنو و آخرین مذاکرات با سه وزیر اروپایی.
به‌علاوه، چگونگی آماده‌سازی طرح جایگزین کشورهای همفکر به جای توافق با اروپا، بعد از شکست آخرین تلاش کمیته راهبری در لندن، تشریح شده است.
در فصل یازدهم با عنوان تغییر در خطوط قرمز، نویسنده بیشتر به تکرار تلاش‌های تیم هسته‌ای در طول مدت مأموریت خود می‌پردازد و از استراتژی سه‌وجهی نام برده و دربارهٔ آن توضیح می‌دهد. در این فصل همچنین به آغاز به کار مجدد UCF اصفهان اشاره می‌شود، معرفی تیم جدید هسته‌ای و مقایسه بین آغاز و پایان مسئولیت تیم هسته‌ای در زمان مدیریت حسن روحانی از جمله موضوعاتی است که در این فصل در ۸ بخش نگارش شده است.
در فصل دوازدهم با عنوان دستاوردهای ۶۷۸ روز تلاش، نویسنده خلاصه‌ای از فصول گذشته را تبیین می‌کند و در ۳ بخش، به اهداف، راهبردها و دستاوردها هسته‌ای در زمان مدیریت خود اشاره می‌کند.
در انتهای کتاب، ۷ پیوست قرار گرفته که شامل روزشمار پرونده هسته‌ای ایران، اسناد (توافق‌ها، مذاکرات و نامه‌ها)، متن قطعنامه‌ها، متن گزارش‌های مدیرکل و تعدادی از مصاحبه‌های مطبوعاتی و سخنرانی‌های حسن روحانی و دیگر مقامات عالی‌رتبه ایران است.

## نقد و نظرپیرامون کتاب
امنیت ملی و دیپلماسی هسته‌ای بدون رونمایی و صرفاً با معرفی در یکی دو وب سایت اینترنتی، در کتابفروشی‌ها توزیع شد. به همین علت، تا مدت‌ها پس از انتشار آن، از چشم رسانه‌ها و منتقدان پنهان ماند. گفتگوی مجله مهرنامه با حسن روحانی، در اردیبهشت ۱۳۹۱، موجب شد تا این کتاب نه تنها در رسانه‌های نوشتاری داخلی بلکه در خارج از کشور و شبکه تلویزیونی بی‌بی‌سی فارسی هم بازتاب داشته باشد و نقدهای متعددی در مورد آن نوشته شود.
بیشتر نقدها را می‌توان به دو دسته کلی تقسیم کرد. دسته اول، از جامع بودن این اثر و نکات مثبتی که در ذیل اشاره می‌شود، تقدیر کرده‌اند. دسته دوم، از فاش کردن اسرار محرمانه، بیان کردن نگرانی‌های مسئولین کشور و مسائل داخلی و استفاده احتمالی آن توسط طرف‌های مذاکره‌کننده با ایران گله کرده‌اند و انتشار چنین کتابی را خلاف مصالح کشور و امنیت ملی دانسته‌اند. همچنین این کتاب را تک بعدی دانسته و اظهار کرده‌اند که مؤلف قسمت‌هایی که با منافع خود یا تیم وی مغایرت داشته را به‌طور کامل بیان نکرده است.
مؤلف در مقدمه چاپ اول کتاب می‌نویسد که سعی کرده تا رویدادهای روزهای تصدی خود را بی‌پیرایه و صادقانه بیان کند، لکن با توجه به ادامه ماجرای هسته‌ای ایران، کتاب را با ملاحظات فراوان نوشته است.
بعد از گذشت یک سال از انتشار این کتاب، هنوز هیچ‌کدام از مسئولین عالی‌رتبه ایران در خصوص این کتاب و محتوای آن اظهار نظر نکرده‌اند.

### نکات مثبت کتاب
برنامه اتمی ایران پس از گفتگوهای مربوط به پذیرش قطعنامه ۵۹۸ و آتش‌بس با عراق از پیچیده‌ترین و سرنوشت‌سازترین بحران‌های بین‌المللی ایران محسوب می‌شود. اهمیت خاطرات روحانی در این است که به موضوعاتی می‌پردازد که هنوز از مهم‌ترین مباحث روز است و تصمیم‌هایی که مقامات و رهبران بلندپایه ایران طی آن گرفته‌اند، آثار و تبعاتش همچنان ادامه دارد و با سرنوشت ۷۵ میلیون ایرانی گره خورده است. از سوی دیگر، جامعیت نسبی در موضوعات پرداخته شده با ذکر متن مذکرات و مستندات، آن را در زمره کتب تاریخ شفاهی ایران قرار می‌دهد.
از جمله مواردی که در خاطرات روحانی درج شده است، چگونگی تصمیم‌گیری در ساختار سیاسی ایران دربارهٔ موضوعات سرنوشت ساز و تاریخی، نحوه جمع‌بندی تصمیم‌ها و تأثیر روحیات اشخاص مختلف بر یک موضوع واحد است. به علاوه، این خاطرات جزئیات خواندنی و مهمی از شیوه و محتوای گفتگوهای گروه مذاکره‌کننده اتمی ایران با اروپایی‌ها را شامل می‌شود که قضاوت را دربارهٔ عملکرد این گروه و تصمیم‌گیران اصلی ایران ممکن می‌سازد.
گفته می شودباانتشاراین کتاب (وفق تاییدوصحه کتاب برخیز و اول توبکش) سرویس‌های اطلاعاتی به ویژه موساد با رمز گشایی توانستند به اطلاعات فوق سری از جمله سازمان پژوهش‌های نوین دفاعی (سپند) و محل تاسیسات هسته ای مخفی در اراک وقم به جایگاه وهویت برخی از اعضای ارشد تیم مذاکره کننده هسته ای که با نام مستعار (پوششی) مسولیت هماهنگی و نظارت نیزداشته مثل؛ محمداحمدیان؛ عبدالله سعیدی؛ حسام الدین آشناو مصطفی دولتیار ونیز به موقعیت دانشمندانی مانند فوادمقیم؛ سعیدبرجی ومحسن فخری زاده دست یافتند.
ظاهراً در راستای مخالفت باسیاست حسن روحانی و باحمایت سپاه پاسداران برنامه‌های در قالب فیلم وسریال نظیرگاندوساخته و پخش می‌شود.
دسترسی به قاسم سلیمانی و فخری زاده وعامل غایی کشته شدن ایشان طوری که در ناخرسندی ایت الله خامنه ای هم بی تاثیرنبود.

### نکات منفی و خلأها
هرچند نویسنده ساختار تصمیم‌گیری و نقش نهادهای عالی‌رتبه در پرونده هسته‌ای را به خوبی تشریح کرده ولی در بعضی موارد بدون ذکر نام مسئول مربوط و فقط با اشاره به «نظر یکی از اعضا» به نقل قول صورت گرفته می‌پردازد.
از خلأهای این کتاب، اختصاص ندادن بخش خاصی به اصطلاحات و مسائل فنی است؛ تا خواننده از همان ابتدای بحث بداند نحوه دستیابی به چرخه سوخت هستهای چگونه است و فرق میان اصطلاحاتی همچون UCF,UF4,UF۶ و سانتریفیوژ P۱ یا P۲ برایش مشخص باشد.
عدم استفاده از تصاویر مناسب و مرتبط، نبود خلاصه در ابتدا (یا انتهای) هر فصل از دیگر خلأهای این کتاب به حساب می‌آید.
این کتاب به نظر حاصل ترکیبی تقریر و تحریر است که همین موضوع باعث شده برخی از مباحث چندین و چندبار به شکل نالازمی تکرار شود.

## چاپ و انتشار
امنیت ملی و دیپلماسی هسته‌ای، در ۹۹۹ صفحه، در پاییز ۱۳۹۰ توسط مرکز تحقیقات استراتژیک مجمع تشخیص مصلحت نظام چاپ شد اما در فروردین ۱۳۹۱، معرفی و پخش گردید.
چاپ دوم کتاب «با اصلاحات»، در ۱۰۲۷ صفحه، در بهار ۱۳۹۱ منتشر شد. چاپ سوم «با اضافات» در تابستان ۱۳۹۱، با اضافه کردن متن مذاکرات با وزاری خارجه سه کشور اروپایی در تهران و در بروکسل، متن مذاکرات با البرادعی، متن مصاحبه‌های مطبوعاتی و سخنرانی‌ها، شمارگان صفحات را به ۱۲۰۹ رسانید.
این کتاب در پاییز ۱۳۹۱ برای بار چهارم و در زمستان ۱۳۹۱ برای بار پنجم تجدید چاپ شد. 

### روایت تدبیر و امید
در اسفند ۱۳۹۱، گزیده‌ای از کتاب امنیت ملی و دیپلماسی هسته‌ای تحت عنوان «روایت تدبیر و امید» همراه با تصاویری از مذاکرات، در ۵۵۲ صفحه منتشر شد.
در مقدمه کتاب آمده که پند «کم گوی و گزیده گوی چون دُرّ» کارگر افتاد و نگارنده را بر آن داشت تا گزیده‌ای از مطالب کتاب را به صورت مجزا چاپ کند تا مورد استفاده خوانندگانی قرار گیرد که فرصت خواندن مطالب حجیم کتاب اصلی را ندارند.
کویا در نگارش این کتاب سید حسین موسویان؛ محمدسعیدی و علیرضا اکبری نقش محوری و موثرداشتند.